# 정축체
정축체는 각 면이 단체이며 한 모서리에서 단체 4개가 만나는 정다포체로 각 축마다 ±1 2개의 점을 골라서 얻는다. 초입방체의 쌍대이다.